# Suzanna Leigh
Suzanna Leigh, pseudonimo di Suzanna Smyth (Leicester, 26 luglio 1945 – Winter Garden, 11 dicembre 2017), è stata un'attrice britannica.
È ricordata dal pubblico statunitense per le sue interpretazioni nei film Paradiso hawaiano (1966), La nebbia degli orrori (1968) e Mircalla, l'amante immortale (1971), ma soprattutto come una delle tre hostess nella commedia Boeing Boeing (1965), al fianco di Tony Curtis e Jerry Lewis. Morì nel 2017 a causa di un tumore al fegato.

## Filmografia

### Cinema
- La volpe di Londra (The Silken Affair), non accreditata, regia di Roy Kellino (1956)
- Man from Tangier, non accreditata, regia di Lance Comfort (1957)
- Le meravigliose avventure di Pollicino (Tom Thumb), non accreditata, regia di George Pal (1958)
- Ancora una domanda, Oscar Wilde! (Oscar Wilde), non accreditata, regia di Gregory Ratoff (1960)
- Bomb in the High Street, regia di Peter Bezencenet e Terry Bishop (1963)
- Le ragazze del piacere (The Pleasure Girls), regia di Gerry O'Hara (1965)
- Boeing Boeing, regia di John Rich (1965)
- Paradiso hawaiano (Paradise, Hawaiian Style), regia di Michael D. Moore (1966)
- Il mistero dell'isola dei gabbiani (The Deadly Bees), regia di Freddie Francis (1966)
- Più micidiale del maschio (Deadlier Than the Male), regia di Ralph Thomas (1967)
- La nebbia degli orrori (The Lost Continent), regia di Michael Carreras (1968)
- Subterfuge, regia di Peter Graham Scott (1968)
- Docteur Caraïbes, regia di Jean-Pierre Decourt (1969)
- Mircalla, l'amante immortale (Lust for a Vampire), regia di Jimmy Sangster (1971)
- The Fiend, regia di Robert Hartford-Davis (1972)
- Il figlio di Dracula (Son of Dracula), regia di Freddie Francis (1974)
- Grace of the Father, regia di De Miller (2015)

### Televisione
- It Happened Like This - serie TV, 1 episodio (1963)
- The Sentimental Agent - serie TV, 1 episodio (1963)
- Il Santo (The Saint) - serie TV, 1 episodio (1964)
- Trois étoiles en Touraine - film TV (1966)
- The Wednesday Play - serie TV, 1 episodio (1966)
- Journey to the Unknown - serie TV, 1 episodio (1968)
- ITV Playhouse - serie TV, 1 episodio (1970)
- Attenti a quei due (The Persuaders!) – serie TV, episodio 1x11 (1971)
- Docteur Caraïbes - serie TV, 4 episodi (1973)
- The Chiffy Kids - serie TV, 1 episodio (1978)

## Doppiatrici italiane
- Maria Pia Di Meo in Boeing Boeing, Paradiso hawaiano
- Ada Maria Serra Zanetti in Mircalla, l'amante immortale

## Curiosità
Nel libro The Hammer Chronicles (2007) di Peter Ostereid la biografia su Suzanna Leigh è illustrata con una foto di Dana Gillespie.